# Христианско-демократическая партия (Португалия)
Христианско-демократическая партия (порт. Partido da Democracia Cristã) — португальская правая партия 1974—2004. Стояла на позициях национал-консервативной христианской демократии. Активно участвовала в антикоммунистическом противостоянии середины 1970-х — сентябрьском кризисе, мартовском выступлении, Жарком лете, ноябрьских событиях. В парламенте представительства не имела.

## Создание и идеология
Правая христианская демократия в Португалии начала организационно структурироваться с первых дней Революции гвоздик. В начале мая 1974 были созданы Социал-христианская демократическая партия (PCSD) и Народно-христианская демократическая партия (PDPC). PCSD возглавили Антониу да Кунья Коутинью и Фрей Бенту Домингеш; PDPC — Нуну Калвет ди Магальяйнш. 10 мая 1974 PCSD и PDPC объединились в единую Христианско-демократическую партию (PDC, ХДП). Лидером новой партии стал Калвет ди Магальяйнш.
Христианско-демократическая традиция развивалась в Португалии с начала XX века. Доктринальной основой являлась энциклика Rerum Novarum Папы Римского Льва XIII. Движение изначально имело социально-консервативный характер. К нему примыкал Антониу Салазар, состоявший в партии Португальский католический центр.
Национал-консервативная программа ХДП в принципе продолжала эту линию. Партийная идеология опиралась на социальное учение католической церкви. Декларация принципов ХДП исходила из концепции органического общества, соединяющего принципы иерархического порядка и общественной солидарности. Партия призывала «поставить все органы государственной власти на службу народу в соответствии с демократическими принципами и в гармонии с моралью, законом, свободой и христианскими обязанностями». В приоритеты возводились гуманизм, христианский персонализм, человеческая духовность и мораль. Признавалась общественная иерархия на основе социальной солидарности и классового сотрудничества. Утверждался социальный и идеологический плюрализм. Общественный строй предлагалось основывать на принципах общинного самоуправления и демократии участия, внешнюю политику — на международной солидарности.
Эмблемой ХДП являлась белая восьмиконечная звезда на зелёном фоне, образующая крест внутри. Печатным органом являлся еженедельник Presença Democrática.
Первый съезд ХДП состоялся 1—2 февраля 1975 в Фигейра-да-Фоше. 12 февраля партия представила необходимые 8500 подписей и на следующий день, 13 февраля 1975, официально зарегистрирована в Верховном суде Португалии.

## Антикоммунистическая конфронтация
Основатели ХДП принадлежали к консервативно-националистической интеллигенции. Они занимали видное положение в Новом государстве при Салазаре и Каэтану. В революционной обстановке эти деятели старались выступать с иных позиций. Подчёркивлась приверженность демократии, демонстрировалась ориентация на итальянскую ХДП и западногерманский ХДС, выдвигались антисалазаристские лозунги. Но «имитация левизны» не очень удавалась. Особенно проявлялся «старорежимный уклон», когда речь заходила о деколонизации — лидеры ХДП отстаивали «многоконтинентальность Португалии», владение «заморскими территориями».
Ближайшим идейно-политическим союзником ХДП являлся Социально-демократический центр (СДЦ) — партия португальских консерваторов, признавших революционные перемены и действовавших в рамках новой легальности. Но жёсткая антикоммунистическая позиция привела к альянсу с крайне правонационалистическими организациями — MFP/PP, MPP, PL, а также с правой социал-демократией — PTDP (ультраправые салазаристы MAP и PNP, в принципе отвергавшие революцию, союзниками не являлись). Вместе с ними христианские демократы участвовали в демонстрации «молчаливого большинства» 28 сентября 1974 — выступлении сторонников президента Антониу ди Спинолы против левого крыла Движения вооружённых сил (ДВС) и Португальской компартии (ПКП). Акция потерпела поражение, Спинола подал в отставку, все политические организации правее СДЦ были запрещены — за исключением ХДП.
К руководству ХДП был приглашён майор Жозе Саншеш Озориу — активный участник революции, один из «капитанов Апреля». Саншеш Озориу был убеждённым демократом и антисалазаристом, но при этом верующим католиком, непримиримым антикоммунистом, противником любой диктатуры. В июле-сентябре 1974 он занимал пост министра общественных связей во временном правительстве Вашку Гонсалвиша. Саншеш Озориу стал генеральным секретарём ХДП. С таким лидером партия обретала гораздо большие шансы.
Саншеш Озориу заключил с Фрейташем ду Амаралом коалиционное соглашение между СДЦ и ХДП. Был создан Союз центра и христианской демократии с серьёзными перспективами на выборах. Также Саншеш Озориу договорился о статусе наблюдателя для ХДП в Европейском союзе христианских демократов. Несмотря на недовольство крайне правых сторонников, включился в переговорный процесс внутри ДВС, направленный на компромисс с марксистами. Саншеш Озориу подчёркивал левую социальную ориентацию ХДП, совпадение целей революции и христианской демркпатии.
При этом Саншеш Озориу продолжил и даже ужесточил прежний антикоммунистический курс. Доходило до физических столкновений: собрание ХДП забросали камнями коммунистические активисты. Этот эпизод «нападения на безоружных католиков» был отмечен Александром Солженицыным в речи перед АФТ-КПП.
Главную опасность Жозе Саншеш Озориу видел установлении коммунистической диктатуры. В первой половине 1975 угроза захвата власти ПКП и прокоммунистическим крылом ДВС представлялась вполне реальной. 11 марта 1975  Саншеш Озориу поддержал попытку «упреждающего переворота справа», предпринятую сторонниками генерала Спинолы. Попытка была подавлена, Саншеш Озориу вынужден бежать, помещение ХДП разгромлено, партия запрещена.
Саншеш Озориу перебрался в Бразилию, где участвовал в создании боевой организации Демократическое движение за освобождение Португалии (МДЛП). Он сам и некоторые активисты ХДП участвовали в антикоммунистических выступлениях Жаркого лета. При этом, участвую в консервативном МДЛП, Саншеш Озориу критиковал ультраправую Армию освобождения Португалии (ЭЛП) — за «антидемократизм, фашизм и криптонацизм». Впрочем, впоследствии ЭЛП выражала благодарность всем союзникам, в том числе членам ХДП.
Ноябрьские события 1975 изменили положение в Португалии в пользу правых сил. ХДП вновь была легализована. Повторного запрета требовали представители прокоммунистического Народно-демократического союза, но не смогли этого добиться.

## Консервативная политика
ХДП поддерживала новую республиканскую демократию, гражданские и политические свободы, выступала за равноправие женщин. В социально-экономической сфере партия отстаивала частную собственность, свободное предпринимательство, индивидуальную инициативу, отвергала национализацию производства — но признавала социальные права, включая гарантированную оплату труда, бесплатное образование, право на забастовку. При этом партия оставалась жёстко антикоммунистической и осуждала деколонизацию, проведённую в 1974—1975. В марте 1976, обращаясь к «реторнадуш», ХДП называла деколонизацию «гнусным преступлением и государственной изменой», указывала на возникновение «зловещего режима МПЛА, подчинённого империализму Москвы».
Прежнюю коалицию с СДЦ Саншеш Озориу не восстанавливал. Партия впервые участвовала в парламентских выборах 1976, но получила менее 30 тысяч голосов — около 0,5 % — и не прошла в парламент. Перед выборами 1979 в ХДП завязалась внутренняя борьба между Саншешем Озориу и бывшим премьер-министром Жозе Батишта Пиньейру ди Азеведу. Саншеш Озориу вышел из партии и вступил в СДЦ. Пиньейру ди Азеведу возглавлял ХДП до своей смерти в 1983. Его сменил Антониу Сантуш Феррейра, ранее пресс-секретарь партии.
Выборы 1979 оказались наиболее успешными в истории ХДП — более 70 тысяч голосов, свыше 1,2 % — но тоже не дали парламентского представительства. На выборах 1980 ХДП не была принята в Демократический альянс (сказались конкуренция с СДЦ и личностные конфликты с Саншешем Озориу). ХДП выступила в коалиции с крайне правым Независимым движением за национальную реконструкцию генерала Каулза Де Арриага. Результат оказался наименьшим: менее 24 тысяч голосов, 0,4 %. В дальнейшем ХДП ещё трижды участвовала в парламентских выборах, набирая 0,5—0,7 %. Сходными были результаты на выборах в Европарламент. На президентских выборах 1986 ХДП поддерживала Фрейташа ду Амарала (не был избран). Несколько удачнее выступала партия на местных выборах: в муниципальных и фрегезионных ассамблеях партия имела несколько депутатов (наибольший успех — 26 депутатов — был достигнут в 1979).

## Прекращение деятельности
ХДП была активна и довольно широко известна в стране. Однако партия не смогла завоевать сколько-нибудь значительную часть электората. Отношения в правоконсервативной и крайне правой среде вообще отличались повышенной конфликтностью. Потенциальные сторонники и избиратели ХДП присоединялись к СДЦ — партии тех же идей и позиций, но гораздо более крупной и системной. С 1991 деятельность ХДП практически прекратилась, хотя формально она продолжала функционировать.
20 августа 2004 Конституционный суд Португалии прекратил деятельность ХДП — конституционность партии не вызывала сомнений, но она в течение трёх лет не представляла положенной отчётности.